# Інкерман (Нью-Брансвік)

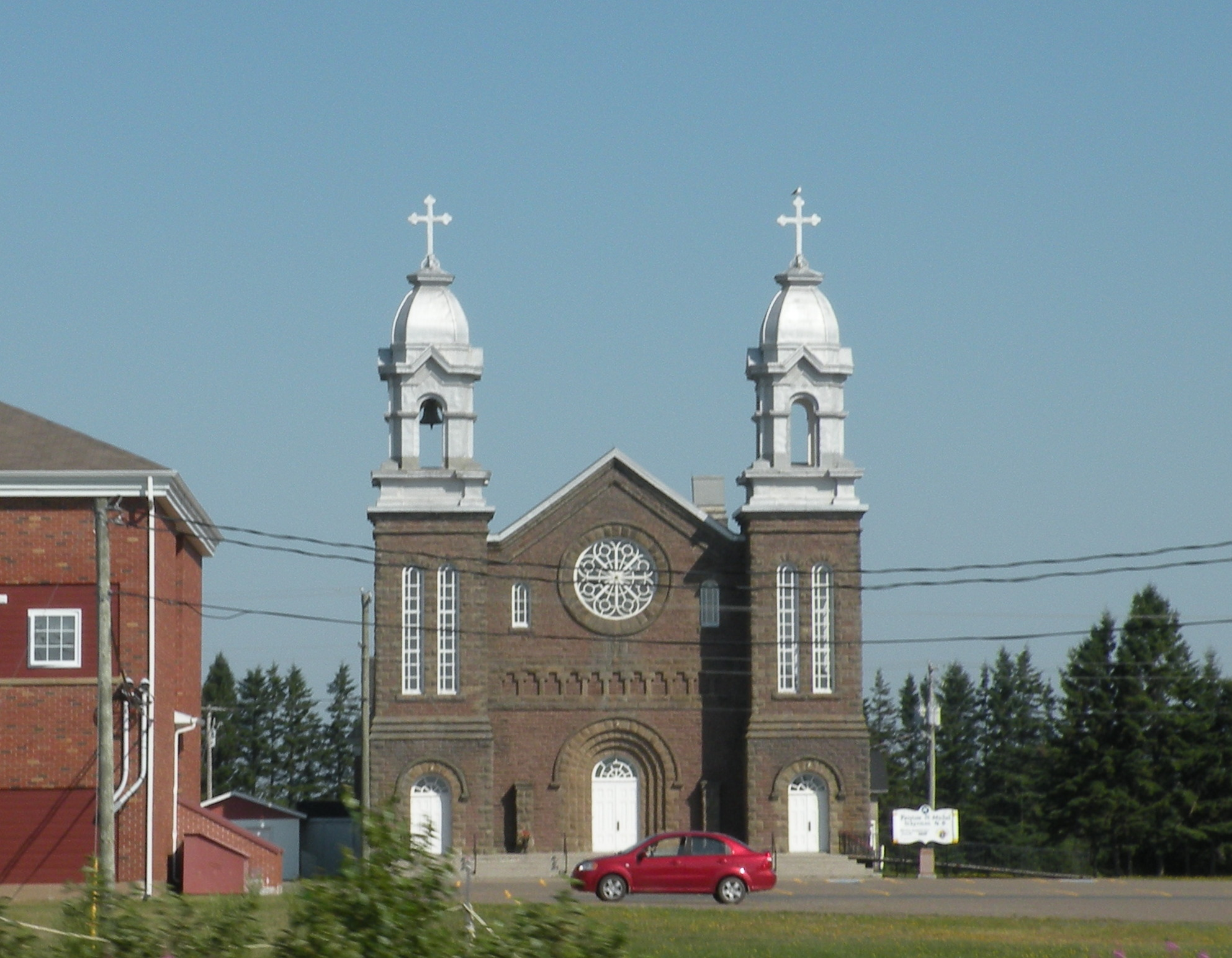
Римо-католицька церква Сен-Мішель-Арханж в Інкермані, Нью-Брансвік, Канада

Інкерман — громада в канадській провінції Нью-Брансвік на озері Інкерман. Поселення розташоване в основному на трасі 113.

## Історія
Місце названо на честь Інкерманської битви під час Кримської війни.
Колись цю територію обслуговувала залізниця Каракет і Ґалф-Шор, частина якої проходила між Тракаді та Шиппаґан. У 2017 році 500-метровий колишній залізничний міст, який тоді використовувався як частина Sentier NB Trail, був знищений пожежею.